# VOX (stacja telewizyjna)
VOX – niemiecka stacja telewizyjna istniejąca od 1993 i należąca do RTL Group. 
Nadaje dość lekki repertuar - seriale, sensacyjne dokumenty, a w weekendowe wieczory także filmy erotyczne. Siedzibą stacji jest Kolonia. Cieszy się sporą popularnością wśród polskich miłośników telewizji satelitarnej. Jest dostępna w postaci niekodowanej na Astrze.